# 미쓰비시중공 폭파사건
미쓰비시중공 폭파사건(일본어: 三菱重工爆破事件)은 1974년 8월 30일 동아시아 반일무장전선 "늑대"가 일으킨 일본 도쿄도 지요다구 마루노우치에 일어난 폭탄 테러 사건으로 연속기업폭파사건의 일부이다. 동아시아 반일무장전선 측의 명칭은 다이아몬드 작전(일본어: ダイヤモンド作戦)이다. 무지개 작전에서 사용할 예정이었던 폭탄을 유용하여 사용하였다.

## 배경
동아시아 반일무장전선은 제2차 세계 대전 이전의 일본 제국을 완전한 악으로 인식하였으며, 태평양 전쟁을 침략 전쟁으로 증오하였다. 이러한 사상을 바탕으로 전쟁 전 및 전쟁 중 일본의 중공업을 뒷받침하고 전후에도 일본을 대표하는 중공업체로 군수산업을 이끌며 아시아, 유럽, 북아메리카 등 세계로 진출하고 있던 미쓰비시 중공업은 범행 시점에도 "제국주의(를 지원하는 기업)"으로 선언하였다. 단체의 정치 사상으로 미쓰비시가 "경제적으로 아시아를 침략하고 있다"고 하며 폭탄 테러의 목표물로 지정되었다.
동아시아 반일무장전선은 1974년 8월 14일 쇼와 천황을 암살하러던 작전인 무지개 작전을 모의했었으나 실제로 이루지 못하고 실패하였다. 하지만 그 다음 날인 8월 15일 재일 한국인이자 조총련계 출신인 문세광이 박정희 대한민국의 대통령을 암살하러 시도한 육영수 저격 사건이 일어났다. 반일무장전선 측은 문세광의 사건에 호응하고자 새로운 작전을 계획하였다.
당초 동아시아 반일무장전선은 작전 결행일을 간토 대지진으로 조선인 학살 사건이 일어났던 9월 1일로 정했으나 그 해 9월 1일은 일요일로 직원들이 출근하지 않는 날이였으며 그 전날인 8월 31일도 토요일로 마루노우치 소재 기업 대부분이 주5일제로 휴일이었기 때문에 8월 30일 금요일로 결행일을 앞당겼다. 더불어 같은 단체가 일으킨 풍설의 군상·북방문화연구시설 폭파사건에서도 간분 시기 마쓰마에번에 대항해 샤쿠샤인 전쟁을 일으킨 아이누의 수장 샤쿠샤인이 살해당한 10월 23일로 결정하였다.

## 전개
1974년 8월 30일, "늑대"의 실행범 4명이 오후 12시 25분경 미쓰비시 중공업 도쿄 본사 건물(현 마루노우치 니초메 빌딩) 1층 출입구의 플라워포트 옆에 시한폭탄을 설치하였다. 이는 미쓰비시 중공업 도쿄 본사 빌딩과 건너편에 있는 미쓰비시 전기 본사 건물(현 마루노우치 나카도리 빌딩) 양쪽을 모두 파괴하러는 의도였다. 오후 12시 42분경에는 미쓰비시 중공업 건물의 전화교환수에게 "미쓰비시중공 앞 도로에 시한폭탄 2개를 설치했으니 인근에 있다면 즉시 피난하도록 하라. 이건 농담이 아니다"라고 전화를 걸었다.
오후 12시 45분경 시한폭탄이 폭발하였다. 폭발의 충격으로 1층 부분이 파괴되고 로비는 완전히 부서졌으며 건물 안에 있던 직원들 여럿이 큰 부상을 입거나 사망하였고 큰길에도 파편이 쏟아져 행인들이 다수 부상을 입었다. 미쓰비시 중공업 본사 건물은 9층까지 유리창이 완전히 깨졌고 길을 두고 건너편에 있던 미쓰비시 전기 건물이나 마루노우치 빌딩도 유리창이 깨지는 피해가 있었다. 또한 근처 도로에 정차되어 있던 차량도 피해를 입었으며 가로수도 쓰러졌다.
폭발의 위력과 흝날리는 유리 파편 등에 맞아 5명이 즉사하고 병원으로 후송한 부상자 중 3명이 나중에 사망하는 등 총 8명이 사망하였다. 또한 부상자도 376명이나 되는 등 일본 전후 사상자가 가장 많은 폭탄 테러로 기록되었다. 이 기록은 옴진리교가 일으킨 1994년 마쓰모토 사린 사건과 1995년 도쿄 지하철 사린 사건 전까지는 최대 규모였다. 이 당시의 폭발음은 신주쿠에서도 들렸다.
큰 피해가 발생한 이유는 폭발물의 질량이 무거운 것이 컸다. 그 외에도 보통 방사형으로 구를 그리며 확산되는 폭탄의 폭풍이 빌딩들에 가로막혀 건물 표면에 올라타 충격파로 건물의 유리창이 전부 깨지고 산산조각 난 유리가 도로에 쏟아지면서 흉기가 되었으며, 건물 속으로 들어간 충격파가 계단 등을 타고 올라가 전해져 창문 밖으로 분출해 빌딩 내부도 파괴되는 큰 피해가 있었다. 폭심지에는 직경 30 cm, 깊이 10 cm의 구멍이 만들어졌다. 육상자위대에서는 폭탄 성능을 "적군 침공을 막기 위해 사용하는 20파운드 도로파괴용 폭탄보다 더 강력"하다고 발표하였다.
동아시아 반일무장전선은 스스로 생각하던 것보다 더 큰 피해를 주었는데, 열차 폭파용 폭탄을 전용해서 사용하였고 테러 경고 전화를 장난이라고 무시하였기 때문이었다. 이 단체는 폭발 8분 전 폭파 예고 전화를 걸었으나 처음에는 장난전화라고 끊겼으며 다시 건 이후에도 바로 끊겼다. 다시 한번 전화교환수가 폭파 예고를 전부 들은 것은 폭발 4분 전이였지만 대피 조치는 전혀 없었다. 전화교환수는 폭파 예고를 들었으나 구체적인 말이 없어 농담으로 여겼고 혹시나 하여 서무과장에게 전화로 보고를 한 후 8층 서무과장실로 가기 위해 엘리베이터를 탔을 때 폭발했다고 한다.

## 동기 및 선언
9월 23일, 동아시아 반일무장전선 측은 미쓰비시 중공업 건물 폭탄 테러를 본인들이 일으켰다고 밝히며, 이 같은 사건을 일으킨 이유에 대한 최종 범행 성명서를 발표하였다.
1971년 8월 30일의 미츠비시 폭파＝다이아몬드 작전을 결행한 것은 동아시아반일무장전선 “늑대”다. 미츠비시는 옛 식민주의 시대로부터 현재에 이르기까지 일관되게 일제의 중추로서 기능하며, 장사의 가면을 쓰고 그 그늘에서 시체를 뜯어먹어온 일제의 대들보다. 이번 다이아몬드 작전은 미츠비시를 정점으로 하는 일제 침략기업・식민자들에 대한 공격이다. “늑대”의 폭탄에 의하여 폭사하거나 혹은 부상당한 인간들은, 「같은 노동자」도 아니고 「무관계한 일반 시민」도 아니다. 그들은 일제중추에 기생하고 식민주의에 참여해 식민지 인민의 피로 피둥피둥 살을 찌운 식민자다. “늑대”는 일제의 중추지구를 쉴 새 없는 전쟁터로 만들 것이다. 전사를 두려워하지 않는 일제의 기생충이 아니라면 속히 동 지구에서 철수하라. “늑대”는 일제 본국 국내 및 세계에서 반일제투쟁을 일으키고 있는 인민들에 의거하여 일제의 정치・경제의 중추부를 서서히 침식하고 파괴할 것이다. 또한 「신대동아공영권」을 향해 다시금 책동하는 제국주의자＝식민주의자를 징벌할 것이다. 마지막으로, 미츠비시를 정점으로 하는 일제 침략기업・식민자들에게 경고한다. 해외에서의 활동을 전면 중지하라. 해외자산을 정리하고, 「개발도상국」에서의 자산은 전부 포기하라. 이 경고를 따르는 것만이 더 이상의 전사자를 늘리지 않는 유일한 길이다. — 9월 23일, 동아시아 반일무장전선 "늑대" 정보부

## 피해자
폭파사건으로 인한 사망자는 총 8명이다. 아래는 사망자 목록이다.
- 미쓰비시 신탁은행 과장, 37세 - 즉사
- 선박 엔지니어, 28세 - 즉사
- 광업회사 사원, 49세 - 즉사
- 미쓰비시 중공업 사원, 50세 - 즉사
- 미쓰비시마커 대리, 38세 - 즉사
- 회계사무소 사무원, 23세 - 뇌손상 및 전신 타박상으로 입원 중 사망
- 디자인 회사 임원, 41세 - 과다출혈 쇼크로 입원 중 사망
- 미쓰비시 중공업 중임, 51세 - 입원 다음 날 사망

## 체포와 재판
시찰 대상으로 주목한 한 명의 수사를 계기로 1975년 5월 19일 동아시아 반일무장전선의 조직원들이 한국산업경제연구소 폭파사건의 죄목으로 일제히 체포되었다.
1975년 6월 28일 도쿄지방검찰청이 기소하였다.
재판에서 사사키 노리오와 다이도지 아야코는 일본적군의 쿠알라룸푸르 사건과 일본항공 472편 납치 사건으로 모두 석방되며 도주하였으나 리더격의 남성 2명인 다이도지 마사시와 가타오카 도시아키의 재판은 속행되었다.
재판에서 피고인들은 폭탄의 폭발력을 예상하지 못했으며 예고전화를 걸었고 살의가 없었다며 살인죄 무죄를 주장하였다. 이에 대해 검찰 측은 수사 과정에서 피고인이 사상자가 발생해도 어쩔 수 없다고 진술하였으며 대낮의 인적이 많은 곳에 폭탄을 설치하였으며 예고전화에서 폭탄의 종류와 장소를 명시하지 않아 짧은 시간 내에 건물 안이나 거리의 사람들을 대피시키거나 폭탄을 해체할 수는 없다며 미필적 고의가 있는 것이 분명해 살인죄가 성립한다고 주장하였다.
재판부는 살의가 적용되며 폭파 수 분 전의 전화는 예고라고 볼 수 없고, 폭파 의사에 변함이 없었다는 점 등을 말하며 1987년 3월 24일 일본 대법원에서 다이도지 마사시와 가타오카 도시아키 2명의 사형 판결을 확정내렸다. 전후 일본의 신좌파에 있어서 최초의 사형 확정 판결 사건이었으며 1949년 미타카 사건 이후 공안사건으로도 최초의 사형 판결이었다.
다이도지는 2017년 5월 24일 오전 도쿄구치소에서 병사하였으며 가타오카는 확정사형수로 도쿄구치소에 구금되어 있다.
사사키 노리오 및 다이도지 아야코의 재판은 공판중지되어 현재도 국제 지병 수배 중이다.

## 같이 보기
- 미쓰비시 중공업
- 동아시아 반일무장전선
- 복복시계

## 참고 문헌
- 松下竜一『狼煙を見よ 東アジア反日武装戦線“狼”部隊』
- 片岡利明『爆弾世代の証言　東京拘置所・死刑囚監房から』（三一書房、1985年）
- 大導寺将司『死刑確定中』（太田出版、1997年）
- 門田隆将『狼の牙を折れ　史上最大の爆破テロに挑んだ警視庁公安部』（小学館、2013年）